# ژان فرانسوا ریویر
ژان فرانسوا ریویر (انگلیسی: Jean-François Rivière؛ زادهٔ ۲۸ فوریهٔ ۱۹۷۷) بازیکن فوتبال اهل فرانسه است.
از باشگاه‌هایی که در آن بازی کرده‌است می‌توان به باشگاه فوتبال آژاکسیو، باشگاه فوتبال کلرمون فوت، باشگاه ورزشی آمیان، و باشگاه فوتبال آنژه اشاره کرد.